# Jimmy Durmaz
Jakup Jimmy Durmaz (Örebro, 22 maart 1989) is een Zweeds-Turks voetballer die doorgaans speelt als middenvelder. In januari 2025 verruilde hij Gençlerbirliği voor Etimesgut Belediyespor. Durmaz maakte in 2011 zijn debuut in het Zweeds voetbalelftal.

## Clubcarrière
Durmaz speelde voor BK Forward, toen hij in juli 2008 overgenomen werd door Malmö FF. Op 14 juli 2008 maakte de middenvelder zijn debuut in de Allsvenskan. Hij droeg daarvoor de achternaam 'Touma', maar tijdens zijn tijd bij Malmö veranderde hij dat naar 'Durmaz'. Op 27 juni 2012 vertrok de middenvelder naar Turkije, waar hij ging spelen voor Gençlerbirliği. Hij ondertekende een driejarige verbintenis bij de club. In twee seizoenen speelde Durmaz ruim zestig competitiewedstrijden in Turkije, waarna hij een contract tekende bij de Griekse club Olympiakos. Met Olympiakos won Durmaz in de seizoenen 2014/15 en 2015/16 de landstitel. Na dat tweede seizoen werd de Zweedse middenvelder voor circa twee miljoen euro overgenomen door Toulouse, waar hij zijn handtekening zette onder een verbintenis voor de duur van drie seizoenen.
In juli 2019 maakte Durmaz de overstap naar Galatasaray. Na een jaar verhuurde die club hem aan Karagümrük. Durmaz tekende daar definitief in de zomer van 2021, toen hij transfervrij werd overgenomen na zijn verhuurperiode. In december 2022 werd zijn contract ontbonden. Hierop keerde hij na een afwezigheid van tienenhalf jaar terug naar Zweden, waar hij voor AIK Fotboll ging spelen. Een jaar later ging hij toch weer in Turkije spelen, waar hij opnieuw bij Gençlerbirliği tekende. Hier vertrok hij in december van datzelfde jaar, om een maand later bij Etimesgut Belediyespor te tekenen.

## Interlandcarrière
Durmaz debuteerde op 8 februari 2011 onder bondscoach Erik Hamrén in het Zweeds voetbalelftal, toen er in Nicosia met 0–2 werd gewonnen van Cyprus. Hij mocht in de tweede helft invallen voor Ola Toivonen. Zijn eerste doelpunt voor Zweden maakte hij op 23 januari 2012: tijdens de 0–5 overwinning op Qatar – dat aantrad met het olympisch elftal – maakte Durmaz de openingstreffer. Durmaz werd in 2013 een vaste waarde in de Zweedse selectie. Hij speelde mee in acht kwalificatiewedstrijden voor het EK 2016 in Frankrijk. Hamrén nam hem op 11 mei 2016 ook op in de selectie voor het toernooi. Zweden werd uitgeschakeld in de groepsfase na nederlagen tegen Italië (0–1) en België (0–1) en een gelijkspel tegen Ierland (1–1). Durmaz mocht twee keer invallen.
Durmaz behoorde ook tot de selectie van bondscoach Janne Andersson op het WK 2018 in Rusland. Hier werd Zweden in de kwartfinales uitgeschakeld door Engeland (0–2). Durmaz speelde één wedstrijd, in de groepsfase tegen Duitsland. Hij kwam als invaller binnen de lijnen en maakte een overtreding, waaruit een vrije trap kwam. Deze schoot Toni Kroos binnen en Duitsland won met 2–1. Durmaz werd na dit duel racistisch bejegend en met de dood bedreigd. Zijn toenmalige teamgenoten François Moubandje (Zwitserland) en Ola Toivonen (eveneens Zweden) waren ook actief op het toernooi.
| Interlands van Jimmy Durmaz voor Zweden | Interlands van Jimmy Durmaz voor Zweden | Interlands van Jimmy Durmaz voor Zweden | Interlands van Jimmy Durmaz voor Zweden | Interlands van Jimmy Durmaz voor Zweden | Interlands van Jimmy Durmaz voor Zweden | Interlands van Jimmy Durmaz voor Zweden |
| №                                       | Datum                                   | Wedstrijd                               | Uitslag                                 | Competitie                              | Goals                                   |                                         |
| Als speler bij Malmö FF                 | Als speler bij Malmö FF                 | Als speler bij Malmö FF                 | Als speler bij Malmö FF                 | Als speler bij Malmö FF                 | Als speler bij Malmö FF                 |                                         |
| --------------------------------------- | --------------------------------------- | --------------------------------------- | --------------------------------------- | --------------------------------------- | --------------------------------------- | --------------------------------------- |
| 1                                       | 8 februari 2011                         | Cyprus – Zweden                         | 0 – 2                                   | Vriendschappelijk                       |                                         |                                         |
| 2                                       | 18 januari 2012                         | Bahrein – Zweden                        | 0 – 2                                   | Vriendschappelijk                       |                                         |                                         |
| 3                                       | 23 januari 2012                         | Qatar – Zweden                          | 0 – 5                                   | Vriendschappelijk                       | 50'                                     |                                         |
| Als speler bij Gençlerbirliği           |                                         |                                         |                                         |                                         |                                         |                                         |
| 4                                       | 6 februari 2013                         | Zweden – Argentinië                     | 2 – 3                                   | Vriendschappelijk                       |                                         |                                         |
| 5                                       | 22 maart 2013                           | Zweden – Ierland                        | 0 – 0                                   | WK 2014 kwalificatie                    |                                         |                                         |
| 6                                       | 26 maart 2013                           | Slowakije – Zweden                      | 0 – 0                                   | Vriendschappelijk                       |                                         |                                         |
| 7                                       | 3 juni 2013                             | Zweden – Macedonië                      | 1 – 0                                   | Vriendschappelijk                       |                                         |                                         |
| 8                                       | 7 juni 2013                             | Oostenrijk – Zweden                     | 2 – 1                                   | WK 2014 kwalificatie                    |                                         |                                         |
| 9                                       | 11 juni 2013                            | Zweden – Faeröer                        | 2 – 0                                   | WK 2014 kwalificatie                    |                                         |                                         |
| 10                                      | 14 augustus 2013                        | Zweden – Noorwegen                      | 4 – 2                                   | Vriendschappelijk                       |                                         |                                         |
| 11                                      | 10 september 2013                       | Kazachstan – Zweden                     | 0 – 1                                   | WK 2014 kwalificatie                    |                                         |                                         |
| 12                                      | 11 oktober 2013                         | Zweden – Oostenrijk                     | 2 – 1                                   | WK 2014 kwalificatie                    |                                         |                                         |
| 13                                      | 15 oktober 2013                         | Zweden – Duitsland                      | 3 – 5                                   | WK 2014 kwalificatie                    |                                         |                                         |
| 14                                      | 19 november 2013                        | Zweden – Portugal                       | 2 – 3                                   | WK 2014 kwalificatie                    |                                         |                                         |
| 15                                      | 5 maart 2014                            | Turkije – Zweden                        | 2 – 1                                   | Vriendschappelijk                       |                                         |                                         |
| 16                                      | 28 mei 2014                             | Denemarken – Zweden                     | 1 – 0                                   | Vriendschappelijk                       |                                         |                                         |
| 17                                      | 1 juni 2014                             | Zweden – België                         | 0 – 2                                   | Vriendschappelijk                       |                                         |                                         |
| Als speler bij Olympiakos               |                                         |                                         |                                         |                                         |                                         |                                         |
| 18                                      | 4 september 2014                        | Zweden – Estland                        | 2 – 0                                   | Vriendschappelijk                       |                                         |                                         |
| 19                                      | 8 september 2014                        | Oostenrijk – Zweden                     | 1 – 1                                   | EK 2016 kwalificatie                    |                                         |                                         |
| 20                                      | 9 oktober 2014                          | Zweden – Rusland                        | 1 – 1                                   | EK 2016 kwalificatie                    |                                         |                                         |
| 21                                      | 12 oktober 2014                         | Zweden – Liechtenstein                  | 2 – 0                                   | EK 2016 kwalificatie                    | 46'                                     |                                         |
| 22                                      | 15 november 2014                        | Montenegro – Zweden                     | 1 – 1                                   | EK 2016 kwalificatie                    |                                         |                                         |
| 23                                      | 18 november 2014                        | Frankrijk – Zweden                      | 1 – 0                                   | Vriendschappelijk                       |                                         |                                         |
| 24                                      | 8 juni 2015                             | Noorwegen – Zweden                      | 0 – 0                                   | Vriendschappelijk                       |                                         |                                         |
| 25                                      | 5 september 2015                        | Rusland – Zweden                        | 1 – 0                                   | EK 2016 kwalificatie                    |                                         |                                         |
| 26                                      | 8 september 2015                        | Zweden – Oostenrijk                     | 1 – 4                                   | EK 2016 kwalificatie                    |                                         |                                         |
| 27                                      | 9 oktober 2015                          | Liechtenstein – Zweden                  | 0 – 2                                   | EK 2016 kwalificatie                    |                                         |                                         |
| 28                                      | 14 november 2015                        | Zweden – Denemarken                     | 2 – 1                                   | EK 2016 kwalificatie                    |                                         |                                         |
| 29                                      | 24 maart 2016                           | Turkije – Zweden                        | 2 – 1                                   | Vriendschappelijk                       |                                         |                                         |
| 30                                      | 29 maart 2016                           | Zweden – Tsjechië                       | 1 – 1                                   | Vriendschappelijk                       |                                         |                                         |
| 31                                      | 30 mei 2016                             | Zweden – Slovenië                       | 0 – 0                                   | Vriendschappelijk                       |                                         |                                         |
| 32                                      | 5 juni 2016                             | Zweden – Wales                          | 3 – 0                                   | Vriendschappelijk                       |                                         |                                         |
| 33                                      | 17 juni 2016                            | Italië – Zweden                         | 1 – 0                                   | EK 2016                                 |                                         |                                         |
| 34                                      | 22 juni 2016                            | Zweden – België                         | 0 – 1                                   | EK 2016                                 |                                         |                                         |
| Als speler bij Toulouse                 |                                         |                                         |                                         |                                         |                                         |                                         |
| 35                                      | 6 september 2016                        | Zweden – Nederland                      | 1 – 1                                   | WK 2018 kwalificatie                    |                                         |                                         |
| 36                                      | 7 oktober 2016                          | Luxemburg – Zweden                      | 0 – 1                                   | WK 2018 kwalificatie                    |                                         |                                         |
| 37                                      | 10 oktober 2016                         | Zweden – Bulgarije                      | 3 – 0                                   | WK 2018 kwalificatie                    |                                         |                                         |
| 38                                      | 11 november 2016                        | Frankrijk – Zweden                      | 2 – 1                                   | WK 2018 kwalificatie                    | 43'                                     |                                         |
| 39                                      | 25 maart 2017                           | Zweden – Wit-Rusland                    | 4 – 0                                   | WK 2018 kwalificatie                    |                                         |                                         |
| 40                                      | 28 maart 2017                           | Portugal – Zweden                       | 2 – 3                                   | Vriendschappelijk                       |                                         |                                         |
| 41                                      | 9 juni 2017                             | Zweden – Frankrijk                      | 2 – 1                                   | WK 2018 kwalificatie                    |                                         |                                         |
| 42                                      | 31 augustus 2017                        | Bulgarije – Zweden                      | 3 – 2                                   | WK 2018 kwalificatie                    |                                         |                                         |
| 43                                      | 3 september 2017                        | Wit-Rusland – Zweden                    | 0 – 4                                   | WK 2018 kwalificatie                    |                                         |                                         |
| 44                                      | 27 maart 2018                           | Roemenië – Zweden                       | 1 – 0                                   | Vriendschappelijk                       |                                         |                                         |
| 45                                      | 2 juni 2018                             | Zweden – Denemarken                     | 0 – 0                                   | Vriendschappelijk                       |                                         |                                         |
| 46                                      | 23 juni 2018                            | Duitsland – Zweden                      | 2 – 1                                   | WK 2018                                 |                                         |                                         |
| 47                                      | 10 september 2018                       | Zweden – Turkije                        | 2 – 3                                   | Nations League 2018/19                  |                                         |                                         |
| 48                                      | 16 oktober 2018                         | Zweden – Slowakije                      | 1 – 1                                   | Vriendschappelijk                       |                                         |                                         |
| Als speler bij Toulouse                 |                                         |                                         |                                         |                                         |                                         |                                         |
| 49                                      | 5 september 2019                        | Faeröer – Zweden                        | 0 – 4                                   | EK 2020 kwalificatie                    |                                         |                                         |

Bijgewerkt op 13 februari 2025.

## Erelijst
| Competitie   |          |                  |          |          |
| Competitie   | Aantal   | Jaren            |          |          |
| Malmö FF     | Malmö FF | Malmö FF         | Malmö FF | Malmö FF |
| ------------ | -------- | ---------------- | -------- | -------- |
| Allsvenskan  | 1        | 2010             |          |          |
| Olympiakos   |          |                  |          |          |
| Super League | 2        | 2014/15, 2015/16 |          |          |
| Beker        | 1        | 2014/15          |          |          |
| Galatasaray  |          |                  |          |          |
| Süper Kupa   | 1        | 2019             |          |          |